# Reinwardtia
Reinwardtia – rodzaj roślin z rodziny lnowatych (Linaceae). Obejmuje trzy gatunki. Rośliny te występują w południowej i południowo-wschodniej Azji. Najszerzej rozprzestrzeniony gatunek Reinwardtia indica introdukowany rośnie także w Japonii. Jest on uprawiany jako roślina ozdobna.

## Morfologia
PokrójKrzewy o nagich pędach.
LiścieNaprzemianległe, wsparte drobnymi, szydlastymi i szybko odpadającymi  przylistkami.
KwiatyWyrastają pojedynczo w kątach liści lub w wierzchotkowatych kwiatostanach w kątach liści i na szczytach pędów. Działki kielicha w liczbie 5, lancetowate, całobrzegie, zaostrzone na wierzchołku i trwałe. Płatki korony w liczbie 4 lub 5, żółte, znacznie dłuższe od działek kielicha. Pręcików 5, u nasady zrośniętych; przemiennie między nimi znajduje się 5 prątniczków. Zalążnia trój-, rzadziej czterokomorowa, z komorami podzielonymi fałszywymi przegrodami, w efekcie pojedyncze zalążki rozwijają się w osobnych komorach. Szyjki słupka nitkowate, zwykle 3, rzadziej 4, zakończone główkowatymi znamionami.
OwoceTorebka rozpadająca się na 6 (8) jednonasiennych owocków. Nasiona zaopatrzone są w błoniaste skrzydełko.

## Systematyka
Pozycja systematyczna
Jeden z 8 rodzajów podrodziny Linoideae w obrębie rodziny lnowate (Linaceae).
Wykaz gatunków
- Reinwardtia cicanoba (Buch.-Ham. ex D.Don) H.Hara
- Reinwardtia glandulifera Y.H.Tan, S.S.Zhou & B.Yang
- Reinwardtia indica Dumort.